# ریکوردر آلتو
ریکوردر آلتو (به انگلیسی: Alto recorder) در فا (F)، که با نام‌های تِرِبِل (Treble)، فلوت کنسرت (consort flute) و فلوت مرسوم (common flute) هم شناخته می‌شود یکی از اعضای خانوادهٔ ریکوردر است.

## ویژگی
تا سدهٔ هفدهم میلادی، ساز آلتو را به گونه‌ای می‌ساختند که از نت سُل اکتاو چهارم (به جای فای چهارم) شروع می‌شد.
اندازهٔ ریکوردر آلتو کوچکتر از ریکوردر تنور و بزرگتر از ریکوردر سوپرانو است و ظاهر آن همانند ریکوردر سوپرانو است.
ریکوردر آلتو در کلید فا ساخته می‌شود که به اندازهٔ یک فاصلهٔ پنجم درست از ریکوردر سوپرانو بم‌تر است و یک فاصلهٔ چهارم درست زیرتر از ریکوردر تنور است. انگشت‌گذاری این ساز بر اساس انگشت‌گذاری فا است. (برخلاف سوپرانو که بر اساس انگشت‌گذاری دو است)